# Pogon auriculatus
Pogon auriculatus är en insektsart som beskrevs av Carl Stål. Pogon auriculatus ingår i släktet Pogon och familjen hornstritar. Inga underarter finns listade i Catalogue of Life.